# دیوید رافالو
دیوید رافالو (انگلیسی: Davide Raffaello؛ زادهٔ ۲۴ آوریل ۱۹۸۸) بازیکن فوتبال است.
از باشگاه‌هایی که در آن بازی کرده‌است می‌توان به باشگاه فوتبال آسکولی اشاره کرد.